# 34271 Vinjaivale
34271 Vinjaivale este o planetă minoră (asteroid), cu un diametru de 3,349 km, din centura de asteroizi. A fost descoperită pe 26 august 2000 la Experimental Test Site⁠(d) de Lincoln Near-Earth Asteroid Research. 
Obiectul prezintă o orbită caracterizată de o semiaxă mare de 2,7964796 UAi, o excentricitate de 0,03, o înclinație de 1,78071 ° în raport cu ecliptica.